# Pleurotomella packardii
Pleurotomella packardii är en snäckart som beskrevs av Addison Emery Verrill 1872. Pleurotomella packardii ingår i släktet Pleurotomella och familjen kägelsnäckor. Inga underarter finns listade i Catalogue of Life.